# Vespa velutina

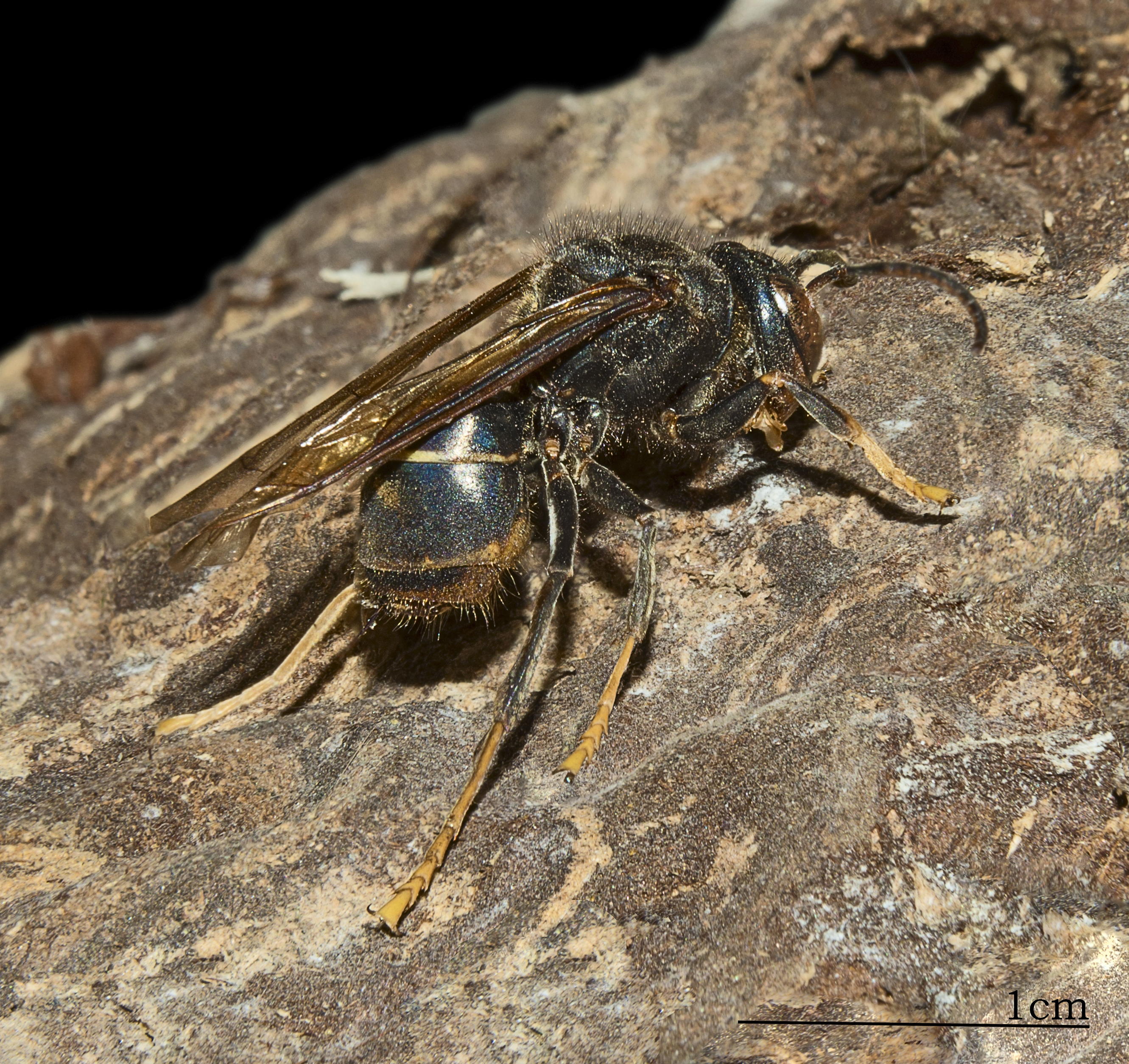
Vespa velutina nigrithorax, fotografiada en Toulouse en 2013

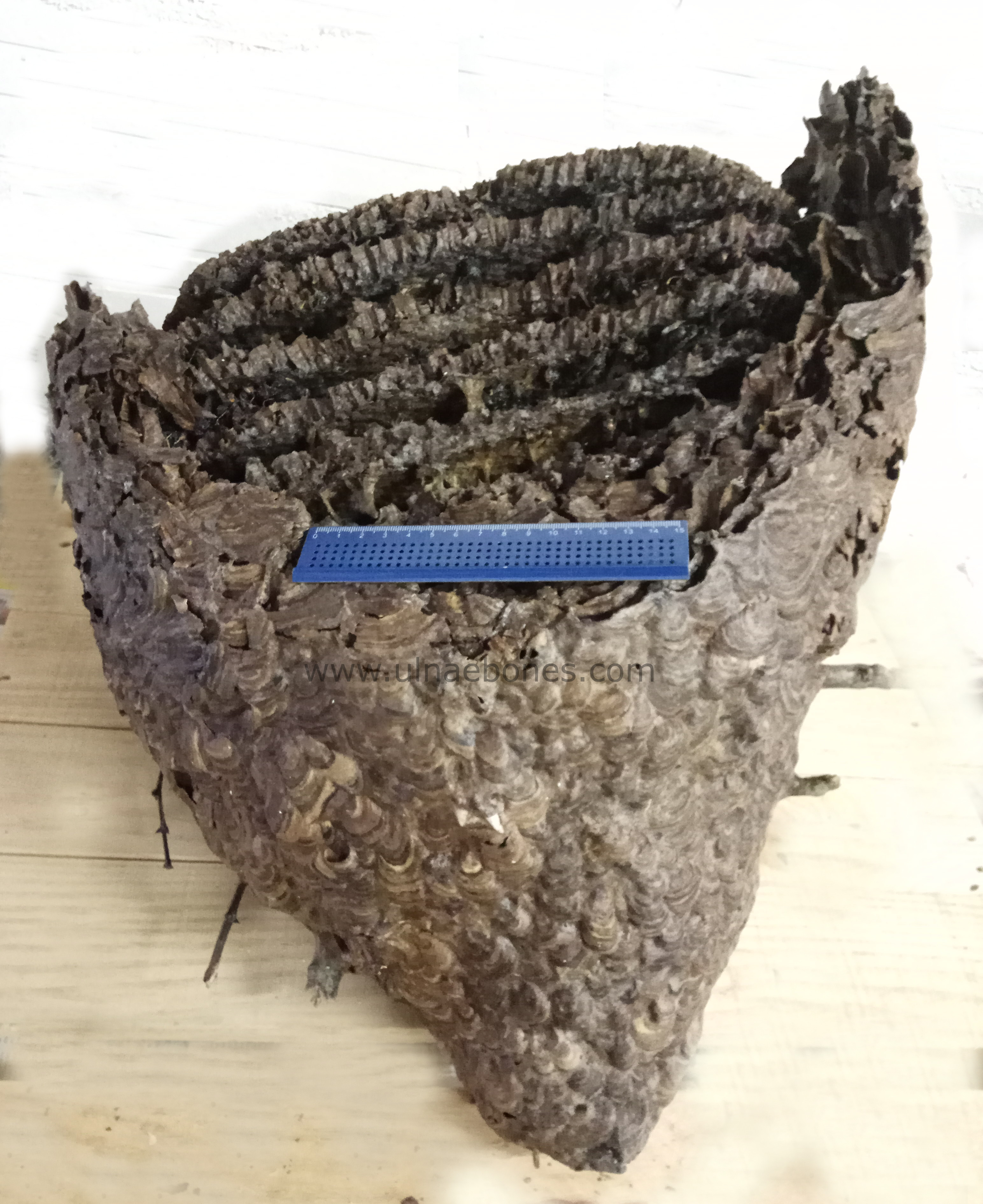
Detalle del nido de avispa asiática. [https://ulnaebones.com/otros/ Enlace

La avispa asiática o avispa de patas amarillas (Vespa velutina) es una especie de avispa de la familia de los véspidos originaria del sudeste asiático.
Esta avispa, al igual que otras de su género, se alimenta de insectos (abejas, hormigas, mariposas, pulgones, etc.) y otros invertebrados. La abeja Apis cerana, originaria de la misma región que esta especie, ha desarrollado mecanismos de defensa contra este depredador, ausentes en otras especies de presas. 
La subespecie de avispa asiática que se ha establecido en Europa (la coloración denominada Vespa velutina nigrithorax) es fácilmente distinguible por su tórax y su abdomen de color negro, exceptuando el cuarto segmento, de color amarillo. Las patas son en parte de color marrón y destacan por sus extremos amarillos. Las alas son de color oscuro. Es una especie diurna. Está naturalmente aclimatada a un medio ambiente subtropical templado. Se encuentra en el continente asiático desde Indonesia hasta el norte de la India y en las montañas de China, en las zonas donde el clima es similar al del oeste de Europa (esto explica su buena adaptación en Europa).
El tamaño varía según el alimento, el paraje y la temperatura, y es algo menor que el del avispón europeo Vespa crabro.

## Descripción física

### Reina
La reina puede llegar a medir hasta 3,2 cm y alcanzar un año de vida. Al principio de la primavera, a veces a partir de febrero, la reina sale de su diapausa y empieza de nuevo su actividad, iniciando la construcción de un nido provisional. Cuando nacen las primeras obreras, ellas se hacen cargo del mantenimiento y funcionamiento de la colonia. A partir de ese momento la reina se dedicará solamente a la puesta de huevos. Al final de la temporada, en general en otoño, nacen nuevas hembras reproductoras y machos, se producen los apareamientos. Solo las hembras reproductoras entran en diapausa y las fecundadas podrán fundar una nueva colonia y convertirse en reinas.

### Obrera
La obrera es la clase más pequeña de Vespa velutina, con un tamaño que no suele superar los 2,5 cm. Los machos, sin embargo, pueden llegar fácilmente a los 3 cm. Las obreras, además de labores como la obtención de alimento para las crías y la ampliación del nido, también protegen el nido y a la matriarca, adquiriendo la función de soldados.

### Nido

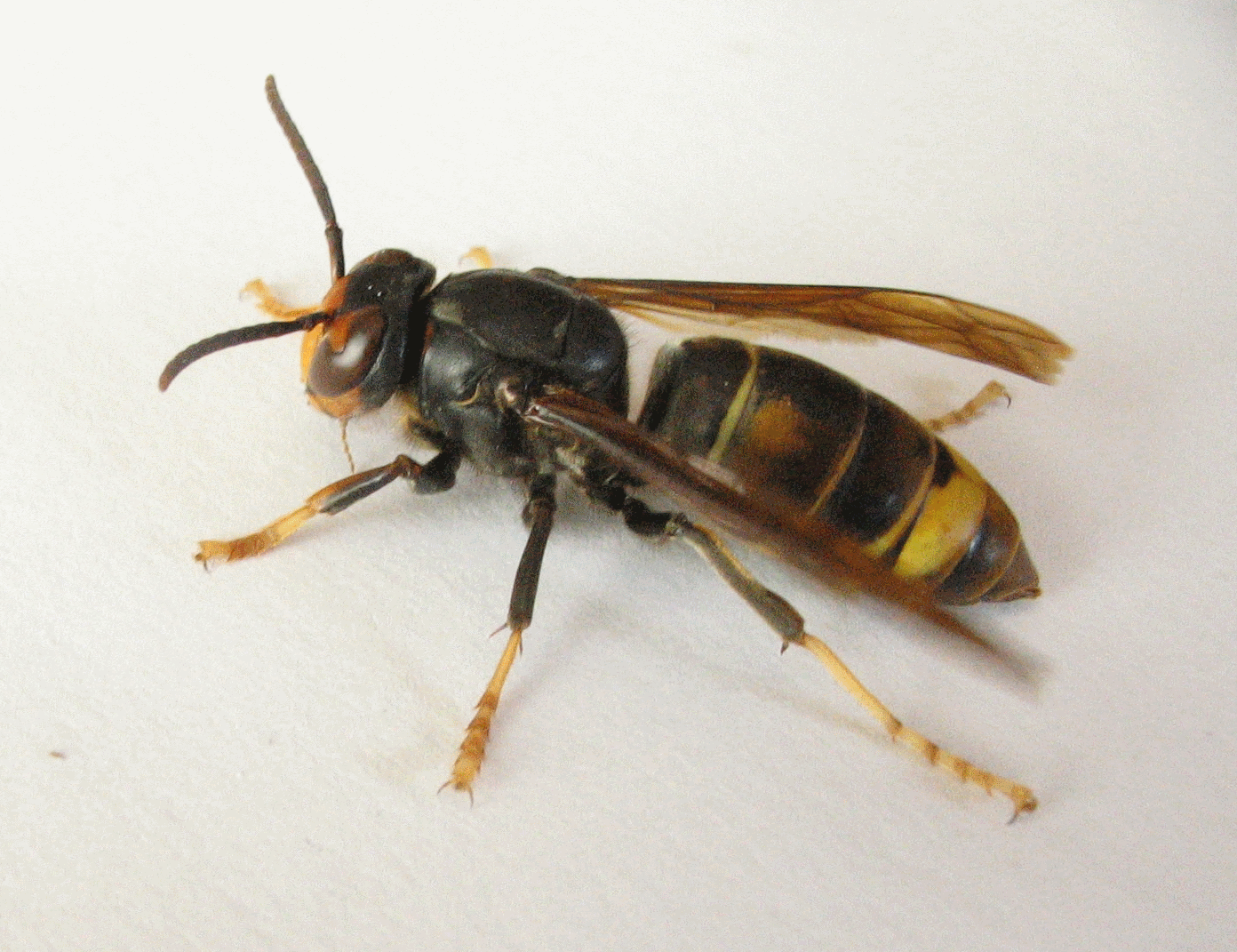
Reina fundadora Vespa velutina
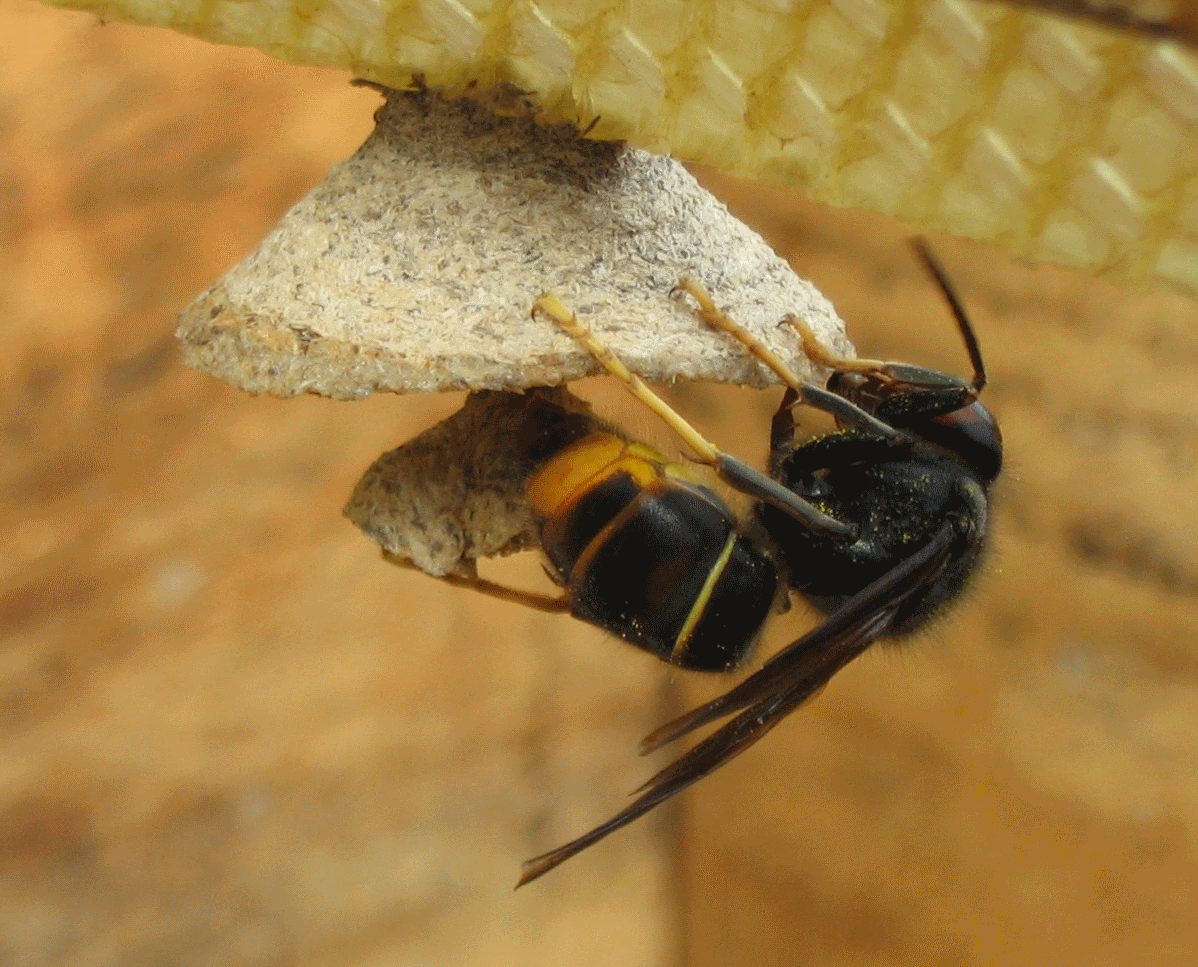
Reina fundadora elaborando su nido al principio de la primavera
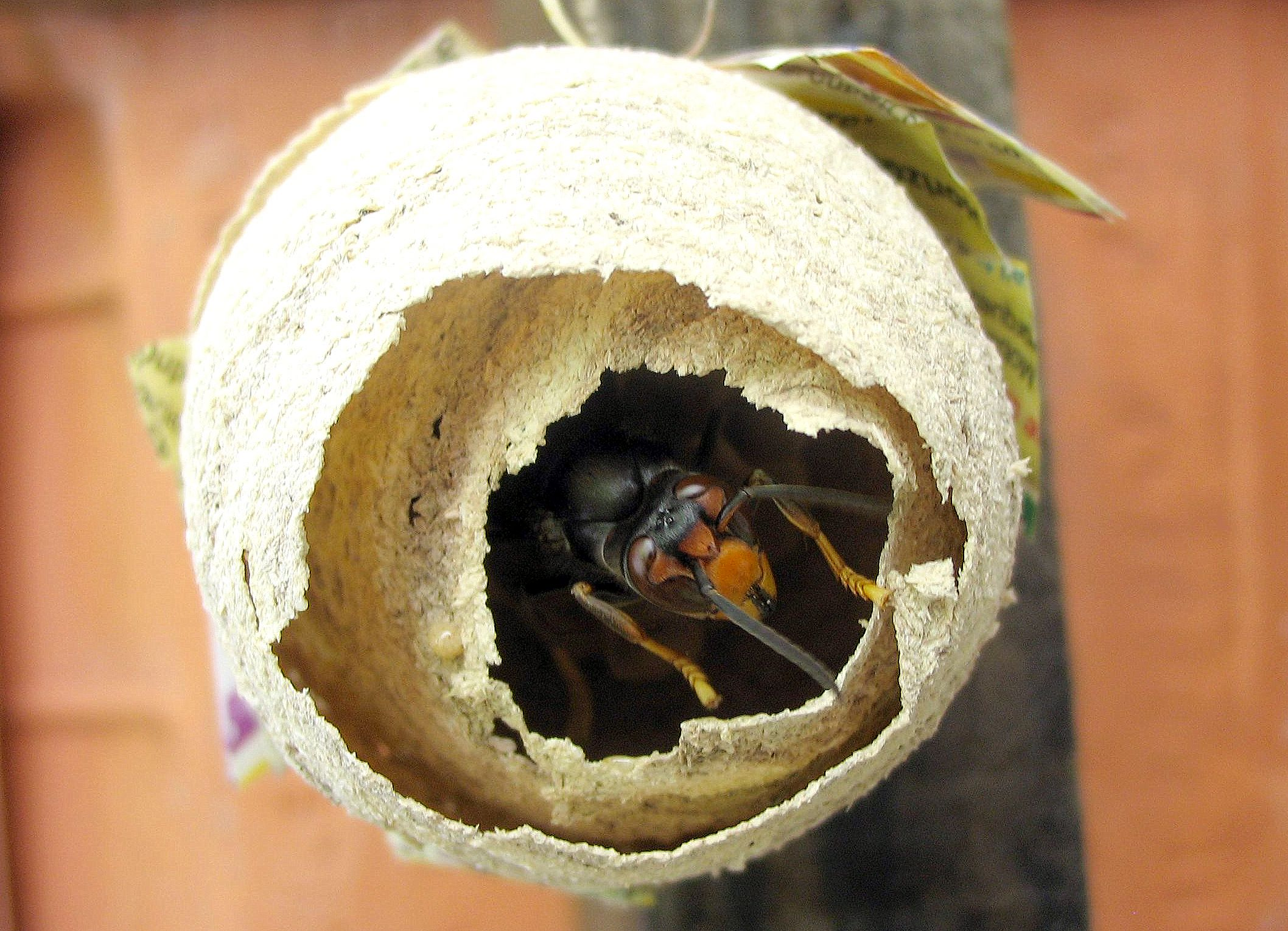
Reina fundadora acabando la fundación del nido al final de la primavera
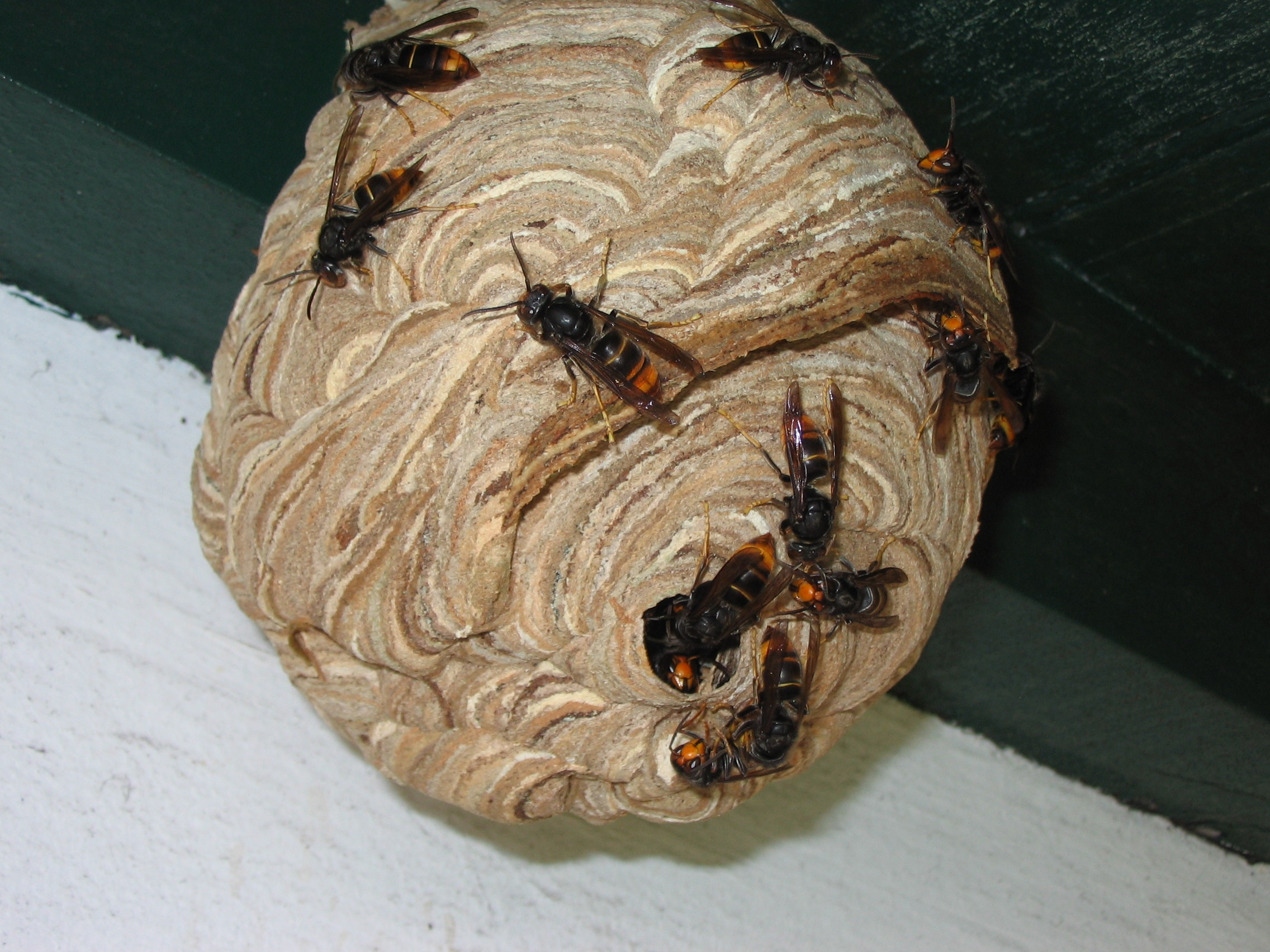
Vespa velutina en alerta en la colmena

La reina fundadora de la colonia construye un nido provisional, llamado "nido embrionario". Este nido no es más grande que una pelota de tenis. Si la situación del nido provisional es idónea, servirá de base a la construcción del nido definitivo de la colonia. De lo contrario, las primeras obreras construirán uno nuevo, que frecuentemente está en la copa de un árbol (a menudo a más de 15 m de altura) pero también (menos veces) puede colgarse de la fachada de un edificio (aleros, ventanas...) e incluso en matorrales, setos, helechos o en cavidades del suelo. El nido definitivo (que no es una colmena) se denomina "nido secundario". Los nidos están construidos con fibras de madera masticada, y pueden alcanzar un metro de altura y 80 cm de diámetro. Los nidos más grandes son mantenidos por miles de individuos. Generalmente, estos nidos son de forma esférica u oval, y tienen un orificio de salida lateral, a diferencia de los del avispón (Vespa crabro), que tienen su salida en la parte baja. Cada nido grande es el hogar de cerca de dos mil avispas, y al final de la temporada produce hasta varios centenares de hembras fértiles (reinas en potencia); de estas, las que sobrevivan al invierno serán las reinas fundadoras que en la primavera siguiente crearán una serie de nuevas colonias. Las obreras y los machos mueren antes del final del otoño; las hembras fértiles entran en diapausa en lugares protegidos, así que dejarán los nidos vacíos y no los usarán el año siguiente.
Los nidos construidos en copas de árboles altos son difíciles de ver y encontrar durante la primavera y el verano, ocultos por el follaje.
Mediante la observación, se llega a la conclusión de que esta especie prefiere los robles, álamos y acacias pero evitan las coníferas. Sin embargo, también se pueden encontrar nidos en los lugares más inverosímiles.
Durante el invierno, cualquier área pequeña y bien aislada (natural o artificial) puede ser inspeccionada para detectar la presencia de reinas fértiles que hibernen. Garajes, cobertizos, bajo cubiertas, aleros de ventanas, cornisas, incluso agujeros, viviendas no habitadas, en paredes o el suelo.
El nido de avispa asiática es de forma esférica. En las últimas etapas de construcción, que es a finales del verano y en otoño, el nido puede medir entre 70 y 90 cm de altura y 40 y 70 cm de diámetro.

## Dieta

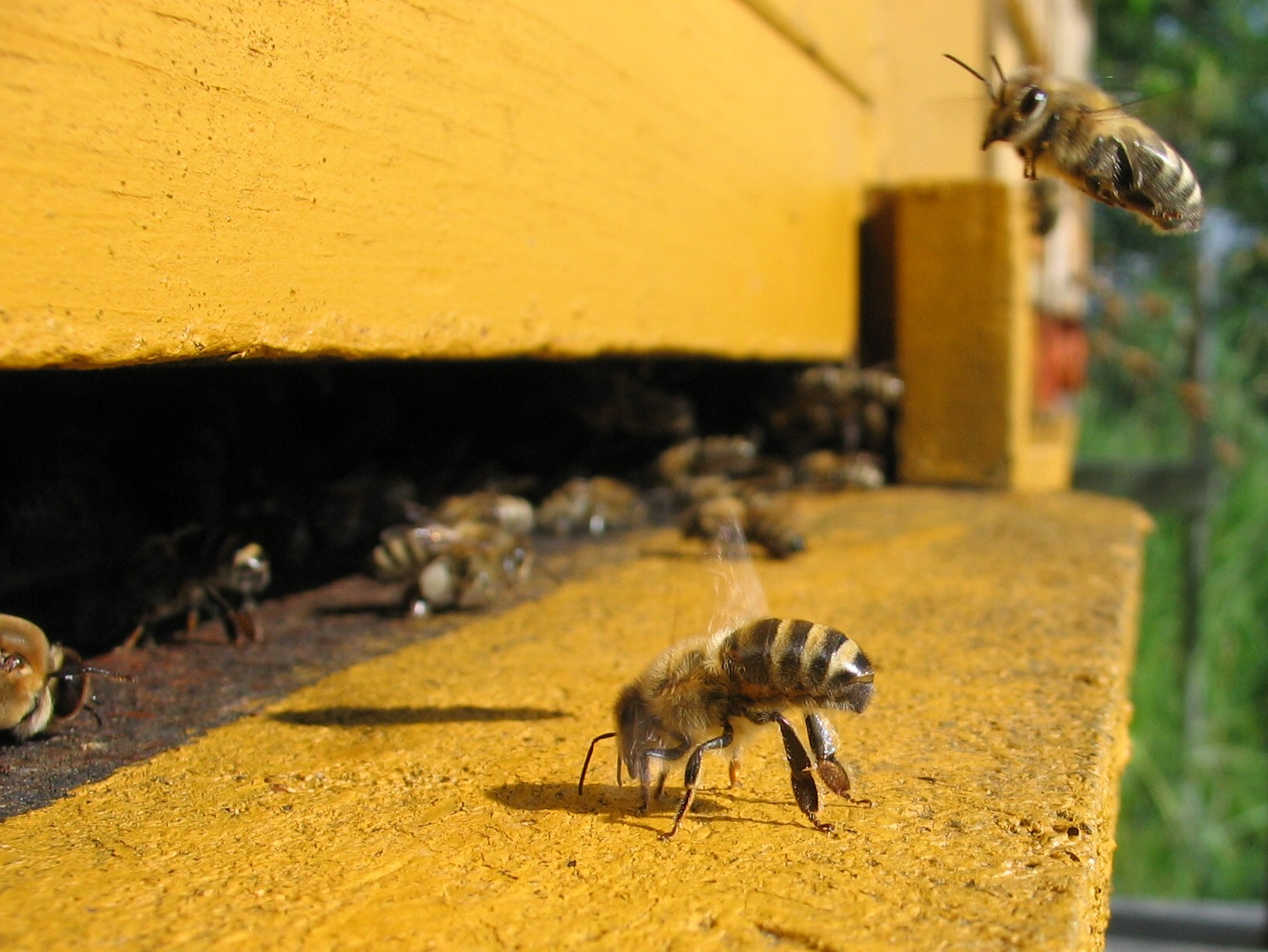
Abejas en la entrada de su colmena.

La avispa asiática adulta no se alimenta de insectos. Sin embargo las avispas asiáticas son voraces cazadoras de abejas, insectos diversos y otros invertebrados, y esto es así porque los capturan para llevarlos al nido y dárselos de comer a sus larvas.
Para alimentar a sus larvas, la avispa asiática (Vespa velutina) captura muchos tipos de insectos y otros invertebrados (abejas, avispas, moscas, arañas, orugas, hormigas, mariposas y pulgones), pero las abejas forman el 84 % de su dieta (principalmente para la alimentación de sus larvas). Otros estudios estiman que en las zonas urbanas e industriales las abejas representan hasta un 65 % de las presas capturadas; en las zonas agrícolas y forestales el porcentaje de reduce al 100 %.
Para capturar las abejas, la avispa se sitúa en vuelo estacionario en la entrada de las colmenas. Su mayor tamaño le permite capturar una abeja en vuelo y matarla, para conservar solamente el tórax, que llevará hasta la colonia para alimentar a sus larvas.
La avispa adulta se alimenta de néctar de flores y otras sustancias dulces, como fruta madura (manzanas, ciruelas, uvas, etc.), al igual que las avispas europeas nativas, pero en mayor cantidad, pudiendo dañar huertos. No es raro que frecuenten lugares como viñedos o plantaciones de frutales.

## Depredadores
En Europa la avispa asiática (Vespa velutina) tiene depredadores como el alcaudón dorsirrojo (Lanius collurio), el abejero europeo (Pernis apivorus) y el abejaruco europeo (Merops apiaster). Aves como la urraca, y también las gallinas, podrían ser depredadores de la avispa asiática. En alguna ocasión se han visto pájaros carpinteros (Picus spp.) perforar los nidos para alimentarse de larvas o adultos de la colonia. La función de los depredadores como medida de control biológica tiene mucha importancia en la destrucción de los primeros nidos.

## Defensa de las abejas
Las abejas asiáticas, que llevan conviviendo mucho tiempo con las avispas asiáticas, no padecen tanta depredación como las europeas. Esto se debe a que algunas abejas asiáticas han aprendido a defenderse utilizando una técnica que consiste en crear un enjambre alrededor de la avispa para provocarle un aumento de la temperatura corporal. De este modo logran matarlas, porque las abejas son capaces de aguantar más de 45 °C; en cambio las avispas no toleran esa temperatura.
Aunque el método de defensa principal es el mencionado anteriormente, también se han observado otros sistemas consistentes en usar sonidos de baja frecuencia o provocándoles la asfixia.
Las abejas europeas introducidas en el continente asiático también han aprendido a defenderse, aunque de un modo mucho menos eficiente que las asiáticas.
Las abejas europeas empiezan a desarrollar la misma estrategia de defensa que sus homólogas asiáticas. Su defensa en la colmena consiste en cubrir a una avispa atacante provocando su muerte por hipoxia al cabo de algunos minutos.

## Peligrosidad para los seres humanos
La avispa asiática (Vespa velutina), al igual que el avispón europeo (Vespa crabro), puede inocular su veneno al ser humano. Según los datos recopilados en Europa, la avispa asiática no representa más peligro que su homólogo europeo, pero debido a su tamaño, las picaduras causan más dolor, ya que es capaz de inocular mayor cantidad de veneno. De todas formas, ambas prefieren la huida antes que el ataque, salvo cuando se trata de defender el nido. Si el nido es agitado o dañado, en un primer momento las avispas salen al exterior y se posan sobre él para observar qué sucede. Si el nido es nuevamente molestado, una o varias avispas combaten al intruso picándole rápidamente, incluso a través de la ropa, y retroceden, posándose otra vez en el nido. Su pauta es defender el nido a toda costa, hasta tal punto que si se le prende fuego las avispas arriesgan su vida defendiéndolo y pueden llegar a morir.
No hay constancia de aumentos de picaduras en las zonas donde se ha establecido la avispa asiática. Se ha dado un caso de envenenamiento grave, después de doce picaduras cefálicas de Vespa velutina. Los casos de ataque conocidos han ocurrido casi siempre en la proximidad del nido. El dolor causado por el picotazo es intenso y agudo, como causado por un gran alfiler, y luego deriva en un escozor que recuerda al de una quemadura. La hinchazón se puede atenuar aplicando hielo y vinagre, y las molestias duran varios días o una semana, por lo cual pueden requerir analgésicos y antiinflamatorios. El peligro para la vida del ser humano se produce en caso de picaduras múltiples, picadura única en mucosa o en personas que padezcan alergia al veneno de himenóptero.

## Especies de aspecto similar
Vespa crabro
El avispón europeo (Vespa crabro) es más grande que la velutina y tiene más colorido. Sus colores rojos y amarillos contrastan con el espectro más oscuro de Vespa velutina. Su nido es menos voluminoso que el de Vespa velutina, siempre con la apertura hacia abajo (el orificio de entrada de la colmena de Vespa velutina está en el lateral de la colmena), y se encuentra en árboles viejos, dentro de edificios o debajo de un tejado, pero nunca en la copa de un árbol.
Megascolia maculata
La escolia gigante de frente amarilla (Megascolia maculata) tiene manchas amarillas grandes en cabeza y abdomen. La hembra puede medir hasta 4 cm, más de 1 cm más que Vespa velutina. La escolia gigante no construye colmenas, pues se aloja cerca de las larvas de coleópteros, en las cuales pone sus huevos.
Vespula germanica y Vespula vulgaris
La avispa germánica (Vespula germanica) y la avispa común (Vespula vulgaris) son más pequeñas y tienen un color amarillo más intenso y extenso que Vespa velutina. Suelen nidificar en el suelo y dentro de edificios o paredes. El nido puede alcanzar 1 m, y tiene una apertura en su base, como el de Vespa crabro. El tamaño de Vespula germanica y el de Vespula vulgaris es de menos de 2 cm.

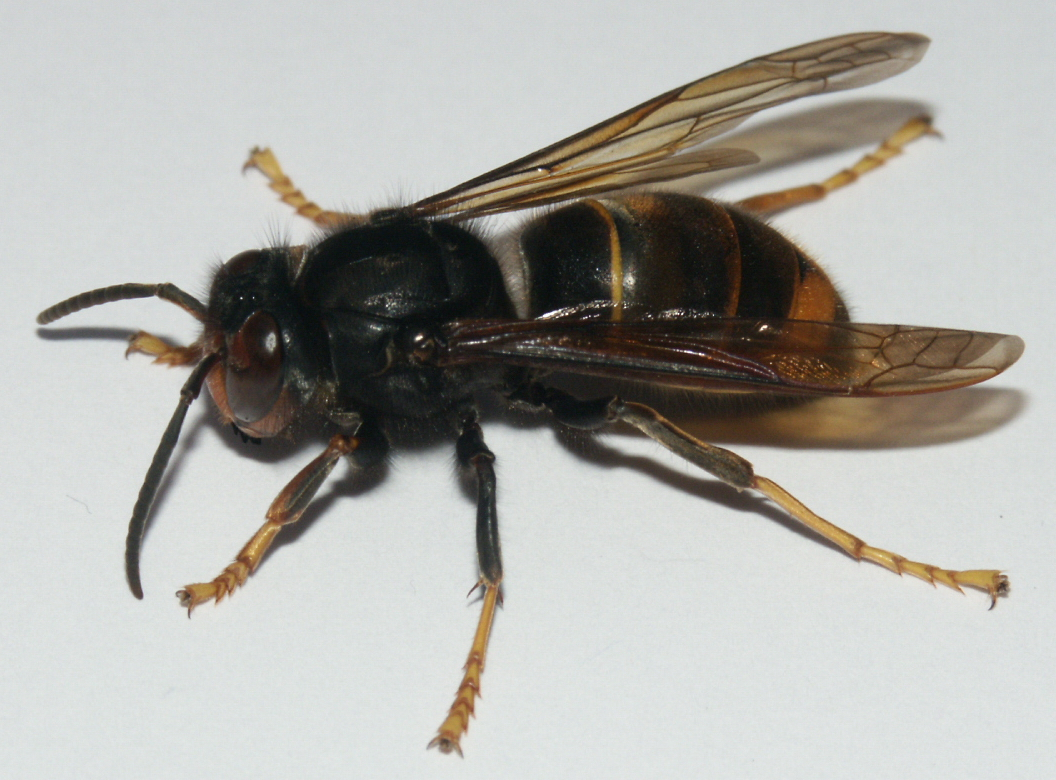
Vespa velutina
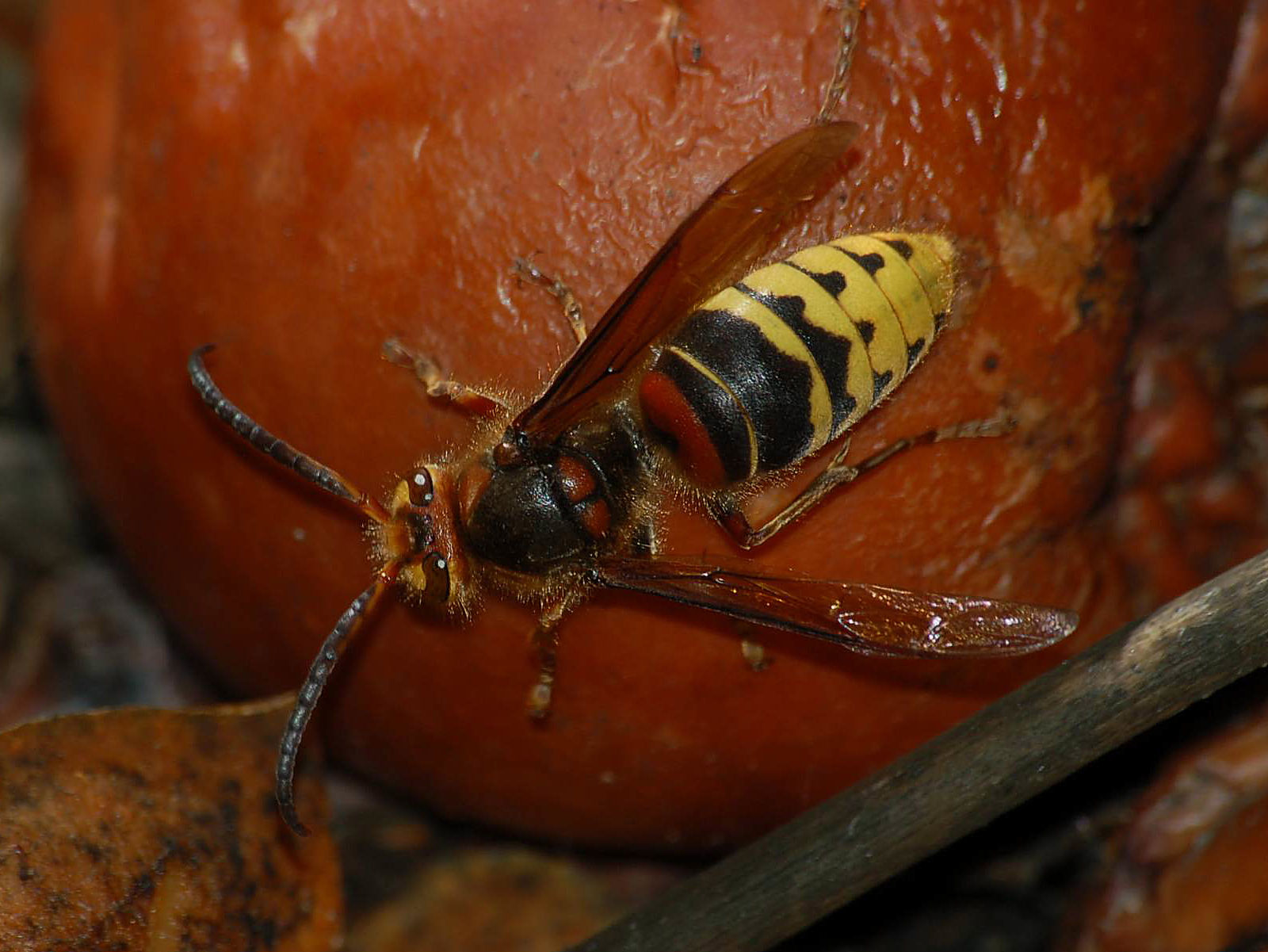
Vespa crabro
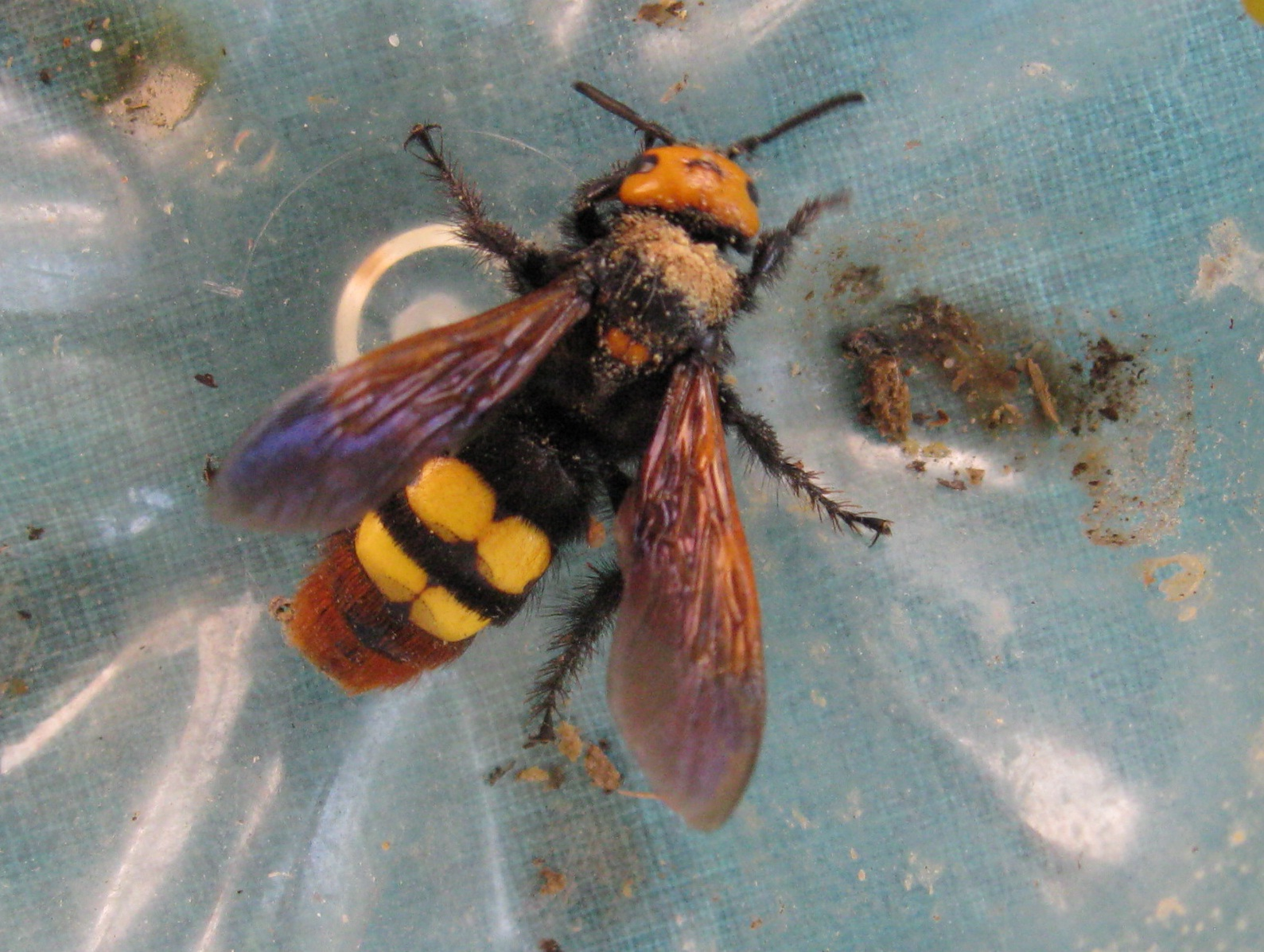
Megascolia maculata (en la foto, la raza oriental, que tiene rojizo el extremo del abdomen, mientras que la raza del Mediterráneo occidental tiene negro dicho extremo)
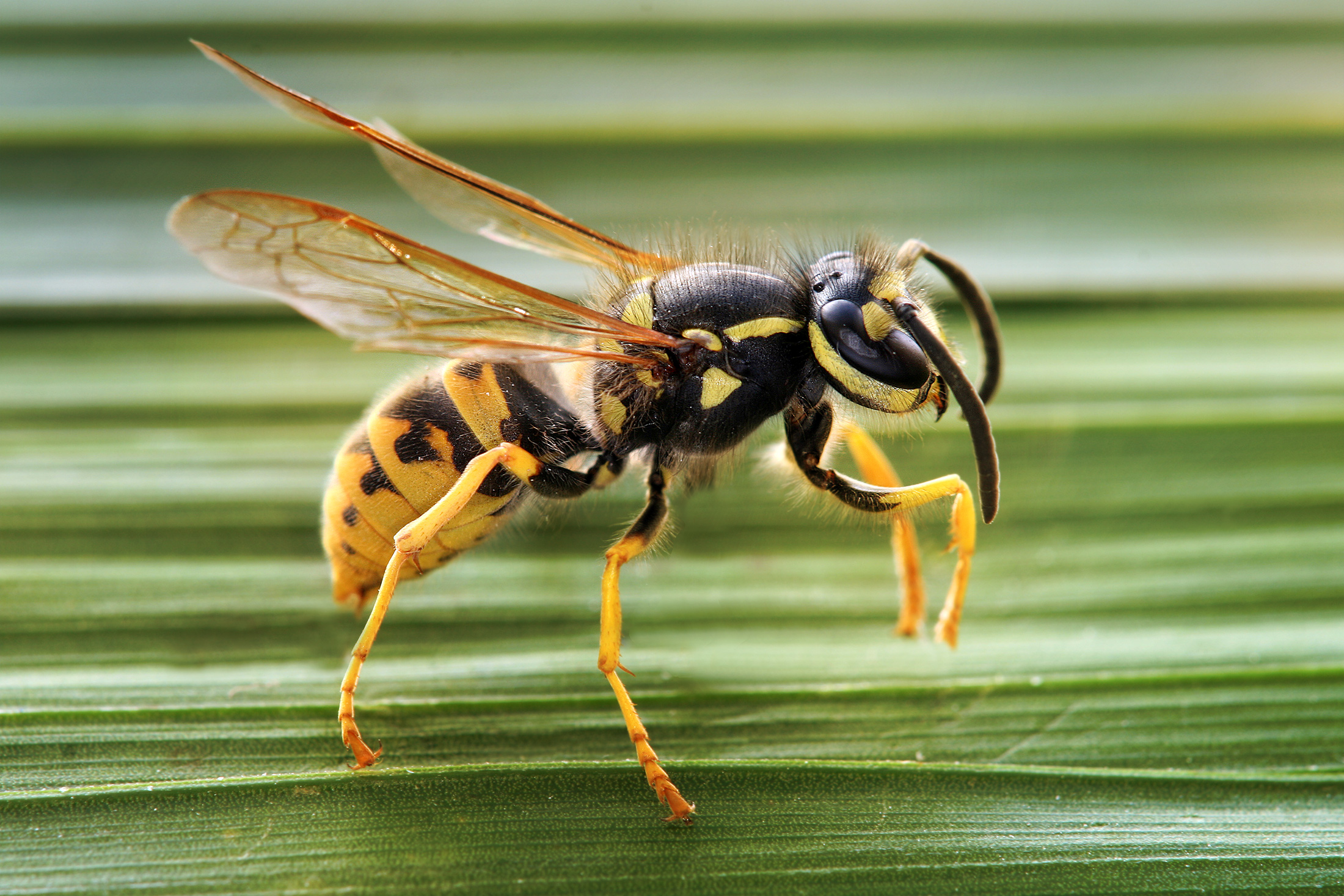
Vespula germanica
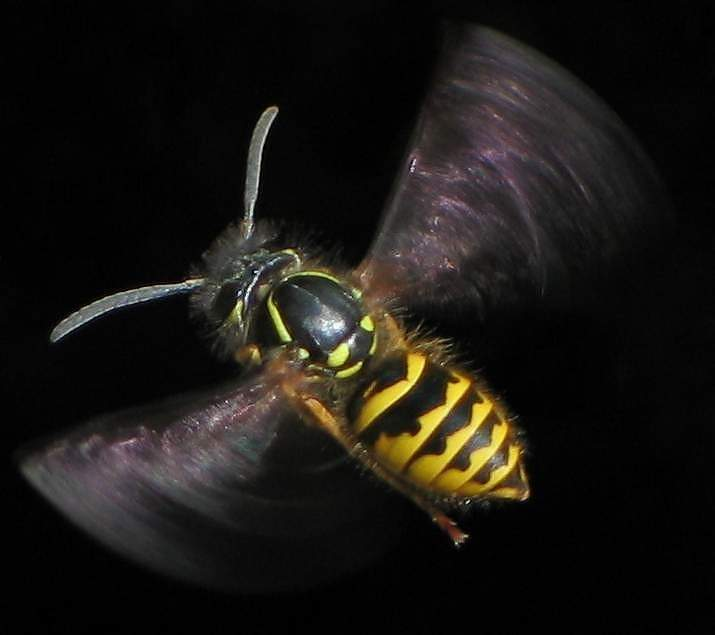
Vespula vulgaris

## Llegada a Europa
Esta avispa se comporta como especie invasora en Europa desde su llegada al suroeste francés en 2004, llegando en un barco de carga procedente del continente asiático. Desde entonces, han abarcado unos 120 000 km² y han atacado colmenas, causando importantes daños y alarma social en los lugares afectados. En 2010 se confirmó su llegada a la península ibérica a través de los Pirineos, como confirmaron las asociaciones de apicultores de Guipúzcoa y el Instituto Neiker en Irún, tras encontrar los primeros ejemplares. En 2011 hizo su aparición en Galicia. En 2013 se informó de que las avispas se encontraban en Cataluña (provincia de Gerona) y Aragón. En diciembre de 2014 se encuentra el primer nido de avispa asiática en el Alto Najerilla, en La Rioja. En octubre de 2015, se encontró el primer nido en Mallorca.
Las abejas melíferas europeas (Apis mellifera) no cuentan con una estrategia de defensa eficaz, y por ello un grupo de estas avispas puede acabar con gran parte de una colmena en poco tiempo y mermar su productividad.
En Europa se han creado proyectos para defenderse de este problema. Además, hay varios proyectos de investigación en marcha para tratar de frenar a la avispa. En 2022, uno de estos proyectos, en el que colaboran científicos franceses y chinos, anunció el primer cebo para Vespa velutina elaborado con feromona sexual de la avispa. Su ventaja estriba en que no atrae a otros insectos: es específico para las avispas asiáticas.

## Especie invasora en España
Según la legislación española, en concreto según la Ley 42/2007 del 13 de diciembre, del Patrimonio Natural y de la Biodiversidad, se define como especie exótica invasora aquella que se introduce o establece en un ecosistema o hábitat natural o seminatural y que es un agente de cambio y amenaza para la biodiversidad biológica nativa, bien sea por su comportamiento invasor o por el riesgo de contaminación genética.
Debido a su potencial colonizador y a que constituye una amenaza grave para las especies autóctonas, los hábitats o los ecosistemas, esta especie ha sido incluida en el Catálogo Español de Especies Exóticas Invasoras, aprobado por Real Decreto 630/2013, de 2 de agosto. Para España se han definido un conjunto de estrategias de gestión, control y posible erradicación.
En particular, en las Islas Baleares esta especie se ha erradicado prácticamente. Sin embargo, se ha vuelto común en País Vasco, Navarra, Cantabria, Asturias, Galicia, Cataluña y Aragón. En algunas de estas zonas los apicultores han criticado la estrategia de su correspondiente gobierno regional en la lucha contra la avispa asiática, y por ejemplo en Asturias alegan que la falta de progreso se debe a una falta de iniciativa, de coordinación y de formación por parte de las autoridades e insisten en que la presencia de dicha especie invasora en dicha región será muy perjudicial y supondrá pérdidas económicas y humanas irreparables.
En Galicia la ineficiencia del gobierno al tratar el problema con esta especie ha empezado a provocar graves pérdidas e incluso una leve crisis económica debida la alta dependencia de la región de su sector primario. Algunos apicultores y políticos asturianos han criticado tanto el «caso omiso en los primeros años» como los «medios de eliminación insuficientes» del Principado. Añaden que la "dejadez del gobierno autonómico"  está suponiendo a su rápida expansión en dirección sur.